# UHU
La UHU è un'azienda chimica tedesca.

## Storia

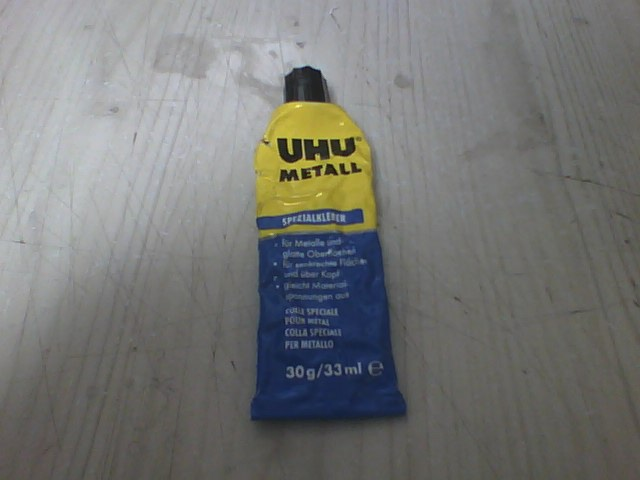
UHU Adesivo

Nel 1905 il farmacista August Fischer comprò la Chemische Fabrik Ludwig Hoerth, industria fondata nel 1884 a Bühl, che produceva vernici e collanti. Nel 1932 fu messo a punto dall'azienda un nuovo collante, trasparente e in grado di incollare materiali diversi, dalla carta al legno fino alla bakelite. Negli uffici si diffuse il nome che richiamava un uccello Uhu (gufo): "UHU Der Alleskleber" (UHU l'attaccatutto).
L'adesivo UHU, oggi in uso negli arredi interni dello LZ 129 Hindenburg, è una soluzione al 40% di Polivinilacetato e Acetone/Acetato di metile.
Nel 1994 la società è stata acquisita dalla multinazionale italiana Bolton Group.